# Topi (Pakistan)
Topi (en ourdou : ٹوپی) est une ville pakistanaise située dans la province de Khyber Pakhtunkhwa. C'est la deuxième plus grande ville du district de Swabi. Elle se trouve à environ soixante kilomètres au nord-ouest de la capitale Islamabad et à quinze kilomètres du chef-lieu Swabi. 
La ville est située à proximité du fleuve Indus et du barrage de Tarbela.
La population de la ville a été multipliée par près de cinq entre 1972 et 2017 selon les recensements officiels, passant de 10 905 habitants à 52 983. Entre 1998 et 2017, la croissance annuelle moyenne s'affiche à 3 %, bien supérieure à la moyenne nationale de 2,4 %. Selon le recensement de 2023, la population de la ville monte à 74 867 habitants.
La ville est majoritairement peuplée de Pachtounes, puisque près de 99 % des habitants en parlent la langue, le pachto.
Essentiellement musulmane, la ville inclut une petite minorité chrétienne, comptant environ 240 fidèles.
Le taux d'alphabétisation de la ville s'élève à 60 % en 2023 (contre une moyenne nationale de 61 % et provinciale de 51 %), dont 71 % pour les hommes et 49 % pour les femmes.
|            | 1972 (rec.) | 1998 (rec.) | 2017 (rec.) | 2023 (rec.) |
| ---------- | ----------- | ----------- | ----------- | ----------- |
| Population | 10 905      | 30 458      | 52 983      | 74 867      |